# 5078 Соловйов-Сєдой
5078 Соловйов-Сєдой (5078 Solovjev-Sedoj) — астероїд головного поясу, відкритий 19 вересня 1974 року.
Тіссеранів параметр щодо Юпітера — 3,347.